# Buda István (festő)
Buda István (Bukarest, 1962. november 4. –) magyar festő.

## Élete és pályafutása
Anyai ágon erdélyi magyar, apai ágon olasz származású. Édesanyja Lózsády Székely Erzsébet (1922–2003) erdélyi nemesasszony, nyelvtanár, filantróp. Édesapja: Laurentiu Buda, született Lorenzo Fallieri (1931–1992), Erdélyben honosult olasz eredetű festőművész, grafikus, tanár.
1975–1978-ban a kolozsvári Művészeti Általános Iskolában (Școala Generalā de Artă) tanult, tanárai Macskássy József és Makár Irén voltak. 1978–1981-ben a kolozsvári Képzőművészeti Líceumban (Liceul de Artă Plastică) folytatta tanulmányait, itt Bardócz Lajos, Dan Bimbea, Doina Elas, Papadopulosz Andonisz és Ioan Sbârciu voltak a tanárai. 1985–1990 között a Ion Andreescu Képzőművészeti Intézetben tanult; felkészítő mesterei Gergely István és Korondi Jenő, szaktanárai Cornel Ailincăi, Rodica Svintiu és Mircea Toca voltak. 1991–1992-ben mesterkurzust végzett a Firenzei Szépművészeti Akadémián (Accademia di belle arti di Firenze), vezető tanára Alessandro Capachi volt.
A művész Budapesten él és alkot.